# Telequattro
Telequattro è un'emittente televisiva locale con sede a Trieste. Dal 2012 è entrata nell'orbita di Teleradio Diffusione Bassano S.r.l. e dal 2018 del Gruppo Medianordest sempre facente riferimento alla famiglia Jannacopulos.

## Storia
Nata nel 1976, iniziò a trasmettere alla fine dell'anno successivo in ambito regionale. Le prime trasmissioni cominciarono il 18 dicembre del 1977, in un periodo particolare per la città di Trieste: dopo la firma del Trattato di Osimo che stabiliva i confini definitivi fra Italia e Jugoslavia, la città fu scossa dalla nascita della Lista per Trieste e divenne una sorta di laboratorio per le formazioni civiche che poi sarebbero sorte nel resto del paese. Proprio per questo, alle elezioni comunali del 1979, entrarono in Consiglio personalità della politica nazionale quali Giorgio Almirante e Marco Pannella. Telequattro seguiva, in diretta, le sedute del Consiglio Comunale stabilendo un legame fortissimo con la città che continua tuttora. Parallelamente, già in quegli anni, l'emittente iniziò a seguire le principali squadre di calcio e pallacanestro della città, divenendo un punto di riferimento essenziale per l'analisi dei campionati.
Il nome deriva dal numero delle province della regione Friuli-Venezia Giulia, stante a rimarcare l'obiettivo di essere televisione regionale. In realtà il suo bacino più importante di ascoltatori è nella città in cui ha sede. Oltre alla sede centrale la rete dispone di redazioni a Gorizia e a Udine.
Negli anni ottanta ripeteva il segnale di Italia 1, accompagnato da programmi propri di intrattenimento e informazione.
L'emittente trasmette 24 ore su 24, con diverse ore al giorno di programmi autonomamente prodotti. È dotata di regia mobile e utilizza il sistema di ripresa Betacam Sp. Il segnale è trasmesso con tecnica digitale DVB-T e si trova all'interno del multiplex Nord 1 di proprietà di Rete Veneta. Tale multiplex diffonde il suo segnale con ripetitori installati nelle regioni di Veneto e Friuli Venezia Giulia, ed è ricevibile in queste e, per sforamento del segnale, anche nella fascia costiera della Slovenia e della Croazia settentrionale. In base alla numerazione automatica LCN, Telequattro si posiziona al numero 10 in Friuli Venezia Giulia (la prima della fascia primaria di tv locali che va dal numero 10 al 19) ed al numero 610 in Veneto.
Ancora, agli albori, Telequattro dimostrò un particolare interesse per il cinema italiano, segnatamente per la commedia. Col passare degli anni, i cardini della programmazione dell'emittente si sono delineati: informazione, sport, cultura e sociale.
Nell'agosto 2012 Telequattro viene acquisita da Teleradio Diffusione Bassano S.r.l., già editrice di Rete Veneta, che ne cura il rilancio sino a garantirne la leadership in Friuli Venezia Giulia grazie alla nascita di nuove trasmissioni come "Sveglia Trieste!" e "Ring", il talk show politico condotto da Ferdinando Avarino. Il direttore di Telequattro, parte del Gruppo Medianordest di proprietà di Filippo Jannacopulos, è Luigi Bacialli; vicedirettore Ferdinando Avarino.
È densa la produzione dell'emittente giuliana, con inizio dirette alle 7.00 del mattino. Qui trova spazio anche la ginnastica mattutina per anziani con "In forma con Telequattro" o gli approfondimenti di arte culinaria con "Peccati in Tavola". Attraverso le varie edizioni quotidiane dei telegiornali, trasmissioni quali “Sveglia Trieste!” (che mette in contatto i telespettatori con gli esponenti della politica locale e nazionale), “Il caffè dello sport”, “Trieste in diretta”, “Rioni che passione”, "Qua la Zampa", "Diseghelo a Jovanka", "Studio Telequattro", i programmi collegati alla programmazione dei teatri cittadini, la diretta di alcuni eventi (le sfilate degli Alpini, l'inaugurazione del Politeama Rossetti dopo la ristrutturazione, lo spettacolo di apertura della stagione del Teatro Verdi nel novembre del 2018), la presenza “in sito” in occasione di fatti di cronaca e di avvenimenti di particolare interesse per la vita istituzionale della città ma non solo (ad esempio la visita di Papa Giovanni Paolo II nel 1992, o quella di Papa Francesco a Redipuglia nel 2014); Telequattro ha mantenuto costante un rapporto già stretto con i propri telespettatori, venutosi ad arricchire in tal senso quando l'emittente è entrata a far parte del Gruppo Televisivo Medianordest. Il successo del duo comico Flavio Furian e Massimiliano Cernecca apre la programmazione di Telequattro alla parodia e la satira politica con la trasmissione "Macete".